# Musāfirkhāna
Musāfirkhāna är en ort i Indien.   Den ligger i distriktet Sultānpur och delstaten Uttar Pradesh, i den centrala delen av landet, 500 km sydost om huvudstaden New Delhi. Musāfirkhāna ligger 107 meter över havet och antalet invånare är 8 081.
Terrängen runt Musāfirkhāna är mycket platt. Runt Musāfirkhāna är det tätbefolkat, med 881 invånare per kvadratkilometer. Det finns inga andra samhällen i närheten. Trakten runt Musāfirkhāna består till största delen av jordbruksmark.